# Gwilym Prichard
Gwilym Prichard, původně Pritchard (4. března 1931 – 7. června 2015) byl velšský malíř, který se věnoval převážně krajinám.

## Život
Narodil se roku 1931 ve vesnici Llanystumdwy na poloostrově Llŷn v severozápadním Walesu. Studoval umění na Birmingham College of Art a později pracoval jako učitel na Anglesey. Roku 1953 se jeho manželkou stala výtvarnice Claudia Williams. Později z původního příjmení „Pritchard“ vynechal písmeno „t“, aby nebyl zaměňován s jiným výtvarníkem téhož jména, se kterým sdílel výstavu. Později pracoval pro galerii výtvarného umění Royal Cambrian Academy, ale od sedmdesátých let zůstalo jeho jediným povoláním malířství. Počátkem osmdesátých let se svou manželkou cestoval po Evropě, ale nakonec se opět usadili ve Walesu – v Pembrokeshire. Roku 1995 získal stříbrnou medaili na Société Académique des Arts-Sciences-Lettres de Paris a také čestné členství na University of Wales. Zemřel roku 2015. Jeho syn Ceri Prichard se rovněž věnoval umění.